# Taft (Florida)
Taft és una concentració de població designada pel cens dels Estats Units a l'estat de Florida. Segons el cens del 2000 tenia 1.938 habitants.

## Demografia
Segons el cens del 2000, Taft tenia 1.938 habitants, 678 habitatges, i 463 famílies. La densitat de població era de 733,6 habitants/km².
Dels 678 habitatges en un 29,4% hi vivien nens de menys de 18 anys, en un 42,6% hi vivien parelles casades, en un 17,8% dones solteres, i en un 31,6% no eren unitats familiars. En el 19,2% dels habitatges hi vivien persones soles el 4,7% de les quals corresponia a persones de 65 anys o més que vivien soles. El nombre mitjà de persones vivint en cada habitatge era de 2,86 i el nombre mitjà de persones que vivien en cada família era de 3,2.
Per edats la població es repartia de la següent manera: un 25,6% tenia menys de 18 anys, un 8,8% entre 18 i 24, un 32,9% entre 25 i 44, un 23,6% de 45 a 60 i un 9,1% 65 anys o més.
L'edat mediana era de 34 anys. Per cada 100 dones de 18 o més anys hi havia 116 homes.
La renda mediana per habitatge era de 32.500 $ i la renda mediana per família de 32.250 $. Els homes tenien una renda mediana de 25.438 $ mentre que les dones 25.893 $. La renda per capita de la població era de 12.331 $. Entorn del 14,8% de les famílies i el 14,3% de la població estaven per davall del llindar de pobresa.

## Poblacions més properes
El següent diagrama mostra les poblacions més properes.